# Бовсунівський заказник
Бовсуні́вський зака́зник — загальнозоологічний заказник місцевого значення в Україні. Об'єкт розташований на території Лугинського району Житомирської області, на північ і північний схід від села Бовсуни. 
Площа — 1516 га, статус отриманий у 2010 році. Перебуває у віданні ДП «Лугинський лісгосп АПК» (Бовсунівське лісництво, кв. 16, кв. 17, кв. 21).